# Rhipidoglossum oxycentron
Rhipidoglossum oxycentron är en orkidéart som först beskrevs av Phillip James Cribb, och fick sitt nu gällande namn av Karlheinz Senghas. Rhipidoglossum oxycentron ingår i släktet Rhipidoglossum och familjen orkidéer. Inga underarter finns listade i Catalogue of Life.